# Далет
Далет (івр. דָּ֫לֶת)  — четверта літера семітських абеток (гебрайської, фінікійського та інших). Позначає звук «д» ([d]). Має числове значення 4.

## Позначення
В кодах ASCII ד позначається кодом 0xE3.
В Юнікод ד позначається кодом 0x05D3.
В азбуці Морзе ד відповідає сигнал — • • (тире крапка крапка).
У шрифті Брайля ד відповідає поєднання точок .

## Unicode
| Unicode Codepoint | U+05d3              |
| Unicode-Name      | HEBREW LETTER DALET |
| HTML              | &#1491;             |
| ISO 8859-8        | 0xe3                |